# Gâlma Danciului
Gâlma Danciului este un vârf montan din România. Este situat în apropiere de satul Ciocanu, comuna Dâmbovicioara, Județul Argeș, în partea centrală a țării, la 130 km nord-vest de București, capitala țării. Gâlma Danciului se află la o înălțime de 1.267 metri deasupra nivelului mării sau 103 metri deasupra terenului înconjurător. Are 0.71 kilometri la poalele sale și este singura gâlmă din Ciocanu complet împădurită, dând forma unui "vârf de ciocan" de unde provine și denumirea satului Ciocanu. Astăzi, printre săteni, încă mai umblă vorba „merg în vîrful Ciocanului” sau „omul acela stă în Vîrful Ciocanului”.
Terenul din jurul Gâlmei Danciului este în mare parte deluros, dar la nord este montan. Cel  mai înalt punct din zonă este Pietrei, la 2,098 metri deasupra nivelului mării, la 7.5 km nord-vest de Gâlma Danciului.